# Cónclave de 1939
El cónclave papal de 1939 se convocó al borde de la Segunda Guerra Mundial con la muerte del papa Pío XI el 10 de febrero de ese mismo año en el Palacio Apostólico Vaticano. El cónclave para elegir al sucesor de Pío XI comenzó el 1 de marzo y terminó un día después, el 2 de marzo, después de tres votaciones. Los cardenales eligieron al cardenal camarlengo Eugenio Pacelli como el nuevo papa. Aceptó bajo el nombre de Pío XII.

## Las votaciones
Al igual que Pío X, el papa Pío XI fue visto como una voz contundente, un pontífice sensato, y así los 62 cardenales que participaron en el cónclave, decidieron que necesitaban un diplomático de voz suave para guiarlos a través de la próxima guerra.
El cardenal Pacelli recibió 35 votos en la primera votación, y otros votos fueron a Luigi Maglione, Elia Dalla Costa de Florencia, y Jean-Marie-Rodrigue Villeneuve de Quebec. En la segunda votación, Pacelli obtuvo cinco votos más, alcanzando un total de 40.

## Elección de Pacelli
En el segundo día de votación, Pacelli, que celebraba su 63.er cumpleaños, recibió la mayoría de los dos tercios exactos, pero, según los rumores, luego pidió otra votación para confirmar la validez de su elección. Fue elegido de nuevo en la tercera votación (con 61 votos), aceptó y tomó el nombre de papado de Pío XII. Ésta fue la cuarta vez desde 1823 (los otros son en 1829, 1878 y 1914) que un cardenal papable ampliamente visto era el elegido. Por otra parte, Pacelli fue el primer Secretario de Estado en convertirse en Papa desde Clemente IX (1667), el primer camarlengo desde León XIII (1878), el primer miembro de la Curia desde Gregorio XVI (1831), y el primer romano desde Clemente X (1670). 
El humo blanco que significaba una votación exitosa apareció a las 5:30 de la tarde, pero comenzó a crear confusión cuando se volvió negro. Sin embargo, monseñor Vincenzo Santoro, el secretario del cónclave, envió luego una nota a "Radio Vaticano" para confirmar que el humo era realmente blanco y Eugenio Pacelli era ahora el papa Pío XII. Más tarde el protodiácono Camilo Caccia-Dominioni dio el anuncio del Habemus Papam desde el balcón central de la basílica de San Pedro. 
| Duración                    | 2 días              |
| Número de escrutinios       | 3                   |
| Cardenales Electores        | 62                  |
| --------------------------- | ------------------- |
| Ausentes                    | 0                   |
| Cardenales de África        | 0                   |
| Cardenales de Latinoamérica | 2                   |
| Cardenales de Norteamérica  | 4                   |
| Cardenales de Asia          | 1                   |
| Cardenales de Europa        | 55                  |
| Cardenales de Oceanía       | 0                   |
| Cardenales de Italia        | 35                  |
| PAPA FALLECIDO              | PÍO XI (1922–1939)  |
| PAPA ELECTO                 | PÍO XII (1939–1958) |

## Objetivos de Pío XII

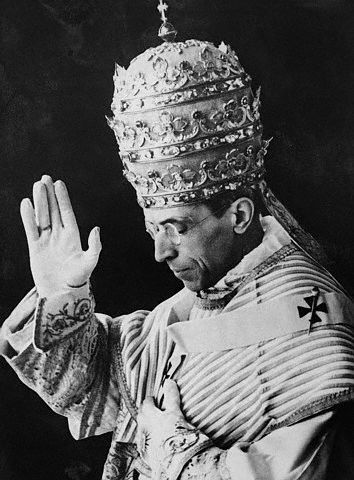
Pío XII en su coronación

Después de su elección, Pío XII enumeró tres objetivos como pontífice:
- Una nueva traducción de los salmos, diariamente recitado por los sacerdotes y religiosos, para que el clero pudiera apreciar mejor la belleza y la riqueza del Antiguo Testamento. Esta traducción se completó en 1945.
- Definición del Dogma de la Asunción. Esto requería numerosos estudios en la historia de la Iglesia y las consultas con los episcopados de todo el mundo. El dogma fue proclamado el 1 de noviembre de 1950.
- Aumentar las excavaciones arqueológicas en la Basílica de San Pedro en Roma, para determinar si, en realidad, el apóstol fue enterrado allí. Los primeros resultados en cuánto a la tumba de San Pedro se publicaron en 1950.[6]

## Curiosidades
- El cónclave de 1939 fue el más corto del siglo XX, siendo el de agosto de 1978 el segundo más breve.
- El cardenal Pacelli habría votado al parecer por el cardenal Federico Tedeschini.
- Durante un descanso después de la segunda votación, Pacelli sufrió una caída por las escaleras, no quedando herido de gravedad.[1]